# Residencia artística

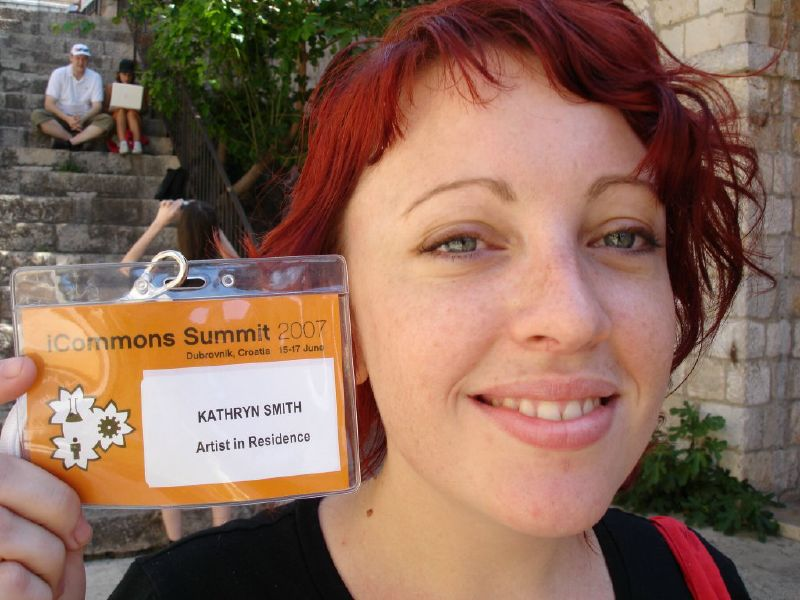
Kathryn Smith, artista en residencia, Sudáfrica.

Residencia artística, artista residente o artista en residencia, abarca un amplio espectro de programas artísticos que involucran una colaboración entre artistas y organizaciones anfitrionas, instituciones o comunidades. Son programas que brindan a los artistas espacio y recursos para apoyar su práctica artística. Las residencias de artistas contemporáneos se están volviendo cada vez más temáticas, con artistas que trabajan junto con su anfitrión en la búsqueda de un resultado específico relacionado con un tema en específico.

## Definiciones
Una residencia de artista es una oportunidad brindada por una organización anfitriona que permite a un artista invitado trabajar en un nuevo entorno, a menudo lejos de las restricciones y presiones de su vida cotidiana. Las residencias de artistas consisten en proporcionar el tiempo y el espacio para que un artista invitado desarrolle su trabajo y explore creativamente nuevas ideas.

## Historia
Los grupos de artistas que se asemejan a las residencias artísticas de hoy se remontan al menos al siglo XVI en Europa, cuando comenzaron a surgir las academias de arte. En 1563, el duque de Florencia Cosme de Medici y el pintor toscano Giorgio Vasari cofundaron la Accademia del Disegno, que puede considerarse la primera academia de artes. Como primer ejercicio de una academia de arte, la Accademia del Disegno fue la primera institución en promover la idea de que los artistas pueden beneficiarse de estar en un sitio especialmente dedicado al avance de su práctica. En el siglo XVII, el estado francés financió el Prix de Rome, una beca que financiaba a los artistas para que se capacitaran durante tres a cinco años en instituciones como el palazzo Mancini en Roma y la Villa Médici en Florencia. Durante el siglo XIX en Europa, comenzaron a surgir comunidades de artistas en áreas rurales, donde un espacio al aire libre se consideraba un catalizador para la inspiración y el desarrollo colaborativo de ideas artísticas entre diversas comunidades. Un siglo después, en 1919, surge la Staatliches Bauhaus como una “reacción contraria al modelo de educación académica, donde el artista está aislado de la sociedad”.
La mitad del siglo XX vio una el nacimiento de una gran ola de residencias artistícas, particularmente durante la década de 1960. El Artist Placement Group (APG) es ampliamente considerado como una de las primeras experiencias de una residencia de artistas, y fue la primera de su tipo en el Reino Unido. La APG fue fundada en 1962 por los artistas visuales Barabara Steveni y John Latham. El grupo es importante para la historia de las residencias artísticas, ya que fue una de las primeras residencias importantes en introducir artistas visuales en las instituciones. Steveni concibió la idea de un programa de residencia de artistas mientras buscaba material para usar en su práctica artística de una fábrica. La visita llevó a Steveni a considerar qué beneficios podrían derivarse de un programa que involucrara directamente a artistas en instituciones privadas. El objetivo de la APG era promover la influencia del arte en la sociedad, y la influencia de la sociedad en el arte, “'cerrando la brecha entre los artistas y las personas en el trabajo para que cada uno pueda beneficiarse de las perspectivas y enfoques del otro en una actividad ”. La ola de programas de residencia de artistas que surgieron en Europa en la década de 1960 puede atribuirse a varios factores, entre ellos, el surgimiento y crecimiento de asociaciones artísticas regionales; cambios gubernamentales en el marco de la política de las artes; y una preferencia cambiante hacia las “artes comunitarias”. En el Reino Unido, el aumento de las residencias de artistas a mediados de la década de 1960 coincidió con un nuevo gobierno laborista y, en particular, con la redacción por parte del nuevo gobierno del Libro Blanco de 1965, Política para las artes: los primeros pasos, y el rediseño del Consejo de las Artes. Cédula Real de 1967. Según el académico de artes Kevin Stephens, “el cambio clave [en la nueva carta] fue su referencia a 'las artes' en lugar de 'las bellas artes exclusivamente'”. Este alejamiento del predominio de las artes superiores alentó prácticas más experimentales, que se vieron facilitadas por el modelo de residencias de artistas. Estos programas de residencia de artistas consistían casi exclusivamente en residencias de artes visuales. Aunque a lo largo de la década de 1960 aparecieron oportunidades de residencia para poetas, compositores y músicos, la escena estuvo dominada por los artistas visuales.
Durante las décadas de 1970 y 1980, las oportunidades de residencia se hicieron cada vez más comunes. Comenzaron a desarrollar tendencias similares, lo que indica un campo emergente de programas de residencias artísticas. Durante las décadas de 1980 y 1990, el aumento de la globalización permitió que las residencias fueran más accesibles para artistas extranjeros, y las instituciones abrieron sus programas de residencia a artistas internacionales. La expansión de Internet a principios de la década de 2000 globalizó aún más las residencias de artistas, ya que formas de comunicación más baratas e inmediatas permitieron que la organización y los procesos de solicitud de residencias artísticas internacionales fueran más fáciles y oportunos. En la década de 2010, las residencias de artistas se habían vuelto ampliamente consideradas por los artistas como "una parte indispensable de su carrera".

## Impactos de las residencias artísticas
Una encuesta realizada por la Federación Internacional de Consejos de las Artes y Agencias Culturales (IFACCA) en 2013 estudió los motivos generales y los impactos previstos de los programas de artistas residentes. Recopilando datos de 18 países y seis continentes, la IFACCA encontró que las motivaciones más populares de los encuestados fueron: “proporcionar una oportunidad de desarrollo profesional para el artista (88 %)”, “apoyar la creación o el desarrollo de un nuevo trabajo artístico (75 %)”, “cooperación cultural (31%)”, y “ser parte de un programa de desarrollo comunitario local (19%)”.

### Comunidad
Un estudio sobre la residencia de Artistas en Arquitectura en Praiano, Italia, encontró que los residentes de la ciudad expresaron mayores sentimientos de simpatía por el arte, el cuidado, la cohesión social y la creatividad en entrevistas realizadas seis meses después de la finalización de la residencia a corto plazo. Los investigadores del estudio sugirieron que este hallazgo respaldaba la propuesta de que las residencias artísticas, al vincular la práctica del arte con un espacio localizado, pueden beneficiar enormemente a la comunidad circundante. Sugirieron que al financiar la residencia, la ciudad de Praiano demostró a sus ciudadanos un compromiso con las artes, lo que puede generar un cambio positivo en la comunidad en general, alentando “la promoción de exposiciones, la activación de redes entre las industrias creativas en un escala nacional, [y] la invitación de operadores turísticos del mercado internacional”.

### Poblaciones de adultos mayores
Los estudios sobre los efectos de los programas artísticos en las poblaciones de adultos mayores se han realizado desde la década de 1980 y, desde entonces, las residencias de artistas se han vuelto cada vez más comunes en los centros de atención para personas mayores. Las investigaciones han demostrado que los programas dirigidos por artistas en residencia pueden mejorar significativamente la calidad de vida general de las poblaciones de personas mayores que viven en centros residenciales. Ha demostrado que los programas de arte son capaces de mejorar la salud física, la salud mental y el bienestar social de las poblaciones de adultos mayores. En particular, los estudios han observado que los programas de arte pueden afectar los cambios en la salud general, una menor frecuencia de visitas al médico y el uso de medicamentos recetados, una menor tasa de depresión y sentimientos de soledad y un aumento en la participación en actividades sociales. Un estudio de 2021 ha sugerido que los beneficios de los programas de arte dirigidos por artistas en residencia en centros de atención para personas mayores se deben a su enfoque positivo en las habilidades y destrezas de los participantes. El estudio sugirió que dichos trabajos contrarrestan directamente la forma en que las incapacidades de las poblaciones de personas mayores pueden verse reforzadas y resaltadas por el complejo entorno de atención de muchos centros de atención para personas mayores.

### Educación
Las investigaciones han indicado que las residencias artísticas pueden fortalecer los planes de estudios de arte en las aulas de prejardín de infantes. Un estudio de 2011 realizado en un centro de cuidado infantil estadounidense encontró que una residencia artística de seis semanas tuvo el efecto de “transformar… las prácticas artísticas existentes centradas en la artesanía en experiencias artísticas significativas que se basaron en la visualización del arte, la creación de arte y experiencias estéticas”. Si bien no estaba dentro del alcance del estudio examinar los efectos a largo plazo de una residencia artística, indicó que la experiencia estética proporcionada por la breve residencia aumentó significativamente el interés y la participación de los estudiantes en actividades artísticas, al menos durante la duración del estudio.

## Fondos
Ciertos modelos de financiación para residencias artísticas pueden incluir una asignación de viáticos para el artista participante. Otros modelos de financiación, a menudo de entidades sin fines de lucro, pueden no proporcionar ningún subsidio e incluso pueden requerir que los artistas paguen una tarifa de participación. En general, hay múltiples organismos involucrados en la facilitación y financiación de residencias artísticas. Estos incluyen una organización, institución o comunidad de acogida, y los diversos organismos de financiación de la residencia. Los costos de financiación de las residencias de artistas varían significativamente según el tipo, la duración y la naturaleza del programa. Pueden incluir gastos administrativos, gastos de manejo, hospitalidad turística, tarifas aéreas, cargos por trámites de visas, materiales; contratos y alojamiento. Las residencias también pueden cubrir los costos de la documentación y evaluación de la residencia, que pueden ser necesarios para los registros institucionales y la transparencia del programa. Los fondos se pueden recaudar de una variedad de fuentes. Pueden provenir de medios públicos, medios privados o un híbrido de ambos. Un estudio de investigación informal realizado por Res Artis recopiló datos sobre las prácticas de financiación de 134 programas de artistas residentes. De los 134 encuestados, 73 recibieron financiación exclusivamente pública, 34 recibieron una combinación de financiación pública y privada y 22 recibieron una combinación de financiación pública y autogenerada. Los fondos públicos pueden ser distribuidos por instituciones a nivel de ciudad, estado, nacional, regional e internacional. Por ejemplo, el Künstlerhaus Stuttgart Atelierprogramm es un programa de residencia de artistas de un año de duración para artistas emergentes y críticos de arte, financiado por la ciudad de Stuttgart. Un ejemplo de fondos que se distribuyen desde el nivel nacional es el Fondo de las Artes de Malta, que apoya a los artistas que participan en programas de residencia. Los ejemplos de organismos privados de financiación pueden incluir galerías de arte, empresas, organizaciones científicas, organizaciones ambientalistas, hospitales o escuelas.

## Política
En reconocimiento de la prevalencia cada vez mayor de las residencias artísticas, muchos gobiernos nacionales y estatales, sus órganos y otras organizaciones no gubernamentales han publicado una especie de lineamientos de política para las residencias de artistas.

### Europa
En 2014, la Unión Europea, en colaboración con el Grupo de trabajo de expertos de los Estados miembros de la UE sobre residencias de artistas, publicó el Manual de políticas sobre residencias artísticas. El manual describe en detalle las tendencias y comportamientos actuales de las instituciones que albergan residencias de artistas en toda Europa, y proporciona pautas para dirigir la implementación de buenas políticas en los estados de la UE en la gestión de residencias artísticas. Sus sugerencias incluyeron, “garantizar que haya metas claras y bien articuladas y objetivos compartidos por todas las partes involucradas”, “asistir a sesiones de capacitación específicas (talleres y apoyo) para artistas, anfitriones, la comunidad y estudiantes”, y “garantizar que se lleve a cabo una buena evaluación, se produzca documentación y se proporcione retroalimentación para informar la práctica futura”. A nivel nacional, el manual sugería que la mejora de la “comunicación intergubernamental en todos los niveles de gobierno (subregional, local, municipal, etc.)... con el fin de crear una estrategia coherente para las residencias de artistas”.

### Estados Unidos
La Artist Communities Alliance (ACA) es una asociación internacional con sede en los Estados Unidos, fundada con el objetivo de “apoyar a las personas que impulsan el campo de las residencias artísticas”. En 2020, la ACA publicó un artículo titulado “Los cinco pilares de una residencia saludable”. Los cinco pilares esenciales citados fueron:
1. Identidad: “crear una cultura en la que cada parte interesada pueda ser escuchada, respetada y participe activamente en la determinación de lo que la organización necesita y cómo llegará allí”.[2]
2. Diseño del programa: “[l]as organizaciones deben saber quiénes son sus constituyentes principales, cuáles son sus roles en su organización y qué actividades apoyan a esos individuos”.[2]
3. Operaciones: “los planes de trabajo documentan los procesos y métodos para realizar el trabajo al tiempo que refuerzan las políticas y crean oportunidades para que el personal haga bien su trabajo sin una supervisión estricta”.[2]
4. Desarrollo de los recursos: “[l]as organizaciones deben tener una comprensión clara de su identidad, sus constituyentes principales (quién recibe y quién brinda servicios) y cómo lograrán los objetivos de la organización”.[2]
5. Supervisión: “[las] organizaciones deben demostrar activamente interés por los artistas, el personal, los socios, la tierra que administran y las comunidades en las que existen para tener climas en los que los artistas y el personal puedan prosperar”.[2]

### Australia
El estado del Territorio de la Capital Australiana (ACT) ha desarrollado y lanzado un kit de herramientas para artistas en residencia Archivado el 3 de julio de 2022 en Wayback Machine. para guiar el desarrollo de programas de residencia de artistas. Sus sugerencias incluyen, definir claramente el propósito de la residencia, definir claramente los costos de los que será responsable la institución anfitriona, y completar una evaluación detallada del programa de residencia al finalizar.